# RapidShare
RapidShare foi um dos primeiros provedores de hospedagem de arquivos. Ele armazenava arquivos por upload, ou seja, o usuário podia enviar arquivos para o site e distribuí-los para outros usuários - bastava enviar o link a eles. Criado pelo alemão Christian Schmid, pertenceu à empresa suíça RapidShare AG (fundada em 2006) com sede em Cham. Seus servidores ficavam localizados num prédio com mais de 800 m² de área construída. Possuía um total de 600 Gbits/s de capacidade de transferência de dados e cerca de cinco petabytes de armazenagem.

## Operação e serviços
Para usuários do método pago, ou "premium", só havia uma medida: podia-se baixar (realizar download) no máximo 25 GB ou seja a cada 5 dias (5 GB diários). Os 5 GB diários eram apenas uma média, mas não um limite. O usuário poderia fazer downloads de 15 GB no primeiro dia, 5 GB no segundo dia e mais 5 GB no terceiro dia. No quarto e no quinto dia, o usuário não poderia mais fazer downloads, pois teria atingido a cota de 25 GB dos três primeiros dias. No sexto dia podia-se fazer download de mais 15 GB (descontado do primeiro dia) e assim por diante.[carece de fontes?]

## Traffic Share
O RapidShare possuiu o serviço de TrafficShare. Com ele, se tinha a possibilidade de disponibilizar arquivos em forma de download direto. Os custos variavam de acordo com o pacote, e os valores eram pagos pelo dono do arquivo. Também existiu a possibilidade do usuário converter o TrafficShare por Trafego Premium.[carece de fontes?]

## RapidDonations
A última novidade do RapidShare foi o "RapidDonations", com ele o usuário tinha a possibilidade de ajudar organizações de caridade através dos Pontos Rapidshare (pontos ganhos quando alguém faz o download dos seus arquivos).

## Problemas legais
Os pontos de vista sobre o RapidShare variaram bastante. Em 19 de Janeiro de 2007, a agência alemã de direitos autorais GEMA alegou ter obtido uma ordem judicial contra o RapidShare.de e RapidShare.com, alegando que "Este último utilizou materiais protegidos de membros da GEMA de maneira ilegal."
Com isso, o RapidShare começou a verificar novos arquivos enviados, comparando com um banco de dados de arquivos já denunciados como ilegais. Ao comparar o hash MD5, o site, a partir deste momento, preveniria arquivos ilegais de serem reenviados. Embora isso tenha sido suficiente mediante as leis dos Estados Unidos, foi posteriormente estabelecido, via tribunal, que pelas leis da Alemanha não era. Esta decisão forçou o RapidShare a verificar todos os arquivos enviados antes de publicá-los.
Em Abril de 2009 o RapidShare entregou à grandes gravadoras os detalhes pessoais de usuários que enviaram arquivos protegidos por copyright. Foi relatado que este incidente ocorreu devido ao vazamento de uma cópia ainda não lançada do álbum Death Magnetic da banda de heavy metal Metallica.
Um mês depois, o RapidShare declarou em sua página de internet o seguinte: "Não iremos espionar os arquivos dos nossos clientes enviados de boa-fé para o RapidShare, nem agora, nem no futuro. Somos contra o controle do envio de arquivos e garantimos a vocês que nossos arquivos são seguros conosco e não serão abertos por qualquer um além de vocês mesmos, a menos que vocês distribuam os links para download."
Em março de 2013, o site anunciou um limite retroativo de 5 GB para contas gratuitas.

## O Fim
O RapidShare não resistiu aos seus altos preços, praticados após sua tentativa de se enquadrar como um serviço de armazenamento em nuvem, e anunciou seu fechamento no dia 31 de Março de 2015, conforme nota oficial em sua página inicial. Todos os arquivos hospedados em seu servidor foram deletados.